# Infertilidad
La infertilidad es la incapacidad de una persona, animal o planta para reproducirse por medios naturales. En los seres humanos, la infertilidad es una enfermedad que afecta a la pareja, en donde ésta se ve imposibilitada para concebir un hijo naturalmente o de llevar un embarazo a término después de 1 año de relaciones sexuales constantes (mínimo 3 veces por semana) sin uso de MAC (método anticonceptivo). Hay muchas razones por las que una pareja puede no ser capaz de concebir, o no ser capaz de hacerlo sin asistencia médica.
Según la Organización Mundial de la Salud (OMS), la infertilidad es "una enfermedad del aparato reproductor definida por la imposibilidad de lograr un embarazo clínico después de 12 meses o más de relaciones sexuales sin protección regular.  
Se suele recomendar comenzar las evaluaciones de las parejas a partir de este momento, inmediatamente si hay una causa obvia de infertilidad o subfertilidad, o cuando la mujer tiene más de 35 años de edad.

La infertilidad afecta aproximadamente al 15-20 por ciento de las parejas, aunque este valor está infraestimado, puesto que estas son estimaciones que toman como referencia los casos diagnosticados. Estos porcentajes en 2023, corresponden a un estimado entre 48-72 millones de  parejas y a más de 186 millones de individuos en todo el mundo. Aproximadamente el 33 por ciento de los casos se deben a un factor femenino, 21 por ciento se deben a un factor masculino, 40 por ciento es de tipo mixto y el resto (el 6 por ciento) es por causas inexplicables.

## Clasificación clínica

### Infertilidad primaria
Cuando una pareja no logra tener un hijo, bien por no poder conseguir el embarazo o bien por la incapacidad de culminar el mismo con el nacimiento de un bebé vivo.

### Infertilidad secundaria
Cuando una pareja no logra tener un hijo, bien por no poder conseguir el embarazo o bien por la incapacidad de culminar el mismo con el nacimiento de un bebé vivo, después de un embarazo previo o de haber dado a luz un hijo vivo.

## Epidemiología

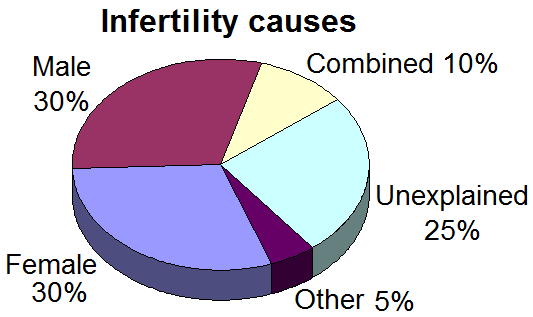
Infertilidad en el Reino Unido (2009)

Según la OMS las estimaciones de prevalencia varían mucho debido a las diferentes metodologías, las estimaciones globales muestran que entre 48,5 y 72,4 millones de parejas tienen infertilidad. La prevalencia de la infertilidad entre parejas en edad reproductiva oscila entre el 12,6 y el 17,5 por ciento en todo el mundo.
De acuerdo con la Sociedad Estadounidense de Medicina Reproductiva, la infertilidad afecta alrededor de 6,1 millones de personas en Estados Unidos, equivalente al diez por ciento de la población en edad reproductiva. La infertilidad femenina supone un tercio (~33 por ciento) de los casos de infertilidad, la del hombre otro tercio (~33 por ciento), la combinada del hombre y mujer otro 15 por ciento, y el resto de los casos son "inexplicados".[cita requerida]

## Etiología
Esta sección trata sobre causas no intencionales de esterilidad. Para más información sobre las técnicas quirúrgicas para prevenir la procreación, véase esterilización.

### Infertilidad inmune
Los anticuerpos antiesperma se han considerado una causa de infertilidad en el 10-30 por ciento de las parejas infértiles. Tanto en mujeres como en hombres, estos anticuerpos actúan directamente contra la superficie de los antígenos del esperma, que pueden interferir con su motilidad y su transporte a través del tracto reproductivo femenino, inhibiendo la capacitación y la reacción acrosómica, la fecundación, la implantación o el crecimiento y desarrollo del embrión. Los factores que contribuyen a la formación de los anticuerpos antiesperma en las mujeres son la alteración de los mecanismos inmunoreguladores, las infecciones, la violación o el sexo anal u oral sin protección. Los factores de riesgo que contribuyen a la formación de los anticuerpos antiesperma en el varón incluyen la rotura de la barrera hemato-testicular, la cirugía, infecciones, prostatitis, cáncer testicular y un fallo en la inmunosupresión, entre otros.

### Infecciones de transmisión sexual (ITS)
Infecciones con los siguientes patógenos: Chlamydia trachomatis y Neisseria gonorrhoeae. Hay una asociación fuerte entre Mycoplasma genitalium y los síndromes producidos en el tracto reproductivo, produciendo un aumento de infertilidad.

### Genética
En un pequeño subconjunto de varones con infertilidad masculina por factor no obstructivo, donde la causa es desconocida, se han encontrado mutaciones en el gen NR5A1 que codifica para el factor esteroidogénico-1 (SF-1 por sus siglas en inglés). Los individuos más afectados presentan azoospermia y oligospermia.

### Infertilidad femenina
Algunos factores que se relacionan con la infertilidad femenina son:
Factores generales
- Diabetes mellitus, problemas tiroideos, enfermedades suprarrenales.
- Enfermedad celíaca no diagnosticada ni tratada.[11][12]
- Problemas hepáticos, enfermedades renales.
- Factores psicológicos

Factores hipotalámico-pituitarios
- Síndrome de Kallman
- Disfunción hipotalámica
- Hiperprolactinemia
- Hipopituitarismo

Factores ováricos
- Síndrome de ovario poliquístico
- Anovulación
- Reserva ovárica disminuida
- Disfunción luteal
- Menopausia prematura
- Disgenesia gonádica
- Neoplasma ovárico

Factores peritoneales / Trompas de Falopio
- Endometriosis
- Adherencias pélvicas
- Enfermedad pélvica inflamatoria (PID, habitualmente debido a infecciones por Chlamydia)
- Oclusión tubal

Factores uterinos
- Malformaciones uterinas
- Fibromas uterinos (leiomiomas)
- Síndrome de Asherman

Factores cervicales
- Estenosis (oclusión) cervical
- Anticuerpos antiesperma
- Moco cervical insuficiente (para el movimiento y supervivencia del esperma)

Factores vaginales
- Vaginismo
- Obstrucción vaginal

Factores genéticos
- Varias condiciones intersexuadas, como el síndrome de la insensibilidad a los andrógenos.

Anorexia

### Infertilidad masculina
Los varones también contribuyen a la infertilidad en una pareja. Aproximadamente el 40 por ciento de los casos, los varones son la única causa o una causa contribuyente de la infertilidad en la pareja.
Algunos factores relacionados con la infertilidad masculina son:
Causas pre-testiculares
- Problemas endocrinos, como diabetes mellitus o problemas de tiroides.
- Desórdenes hipotalámicos, como el síndrome de Kallmann.
- Hiperprolactinemia
- Hipopituitarismo
- Hipogonadismo debido a causas varias
- Enfermedad celíaca no diagnosticada ni tratada[15][16]
- Factores psicológicos
- Drogas
- Alcohol. La concentración de espermatozoides y la cantidad de semen disminuyen con el consumo de tóxicos como el alcohol. A pesar de la tradicional creencia de que una o dos copas de vino al día tienen efecto beneficioso por su carácter antioxidante, a día de hoy sabemos que existen otros productos con las mismas propiedades (zanahoria, uva, tomate, etcétera) que evitan los efectos tóxicos del alcohol. Por todo ello, se debe eliminar o reducir al mínimo el consumo de alcohol para mejorar la fertilidad.
- Obesidad
- Sedentarismo. Poca actividad física o pasar mucho tiempo sentado puede llegar a propiciar infertilidad, pues los espermatozoides están más pegados al cuerpo y dicho aumento de temperatura puede afectarlos.

Factores testiculares
- Defectos genéticos en el cromosoma Y
  - Microdeleción del cromosoma Y
- Conjunto anormal de cromosomas
  - Síndrome de Klinefelter
- Neoplasia (por ejemplo, seminoma)
- Fallo idiopático
- Criptorquidia
- Varicocele
- Trauma
- Hidrocele
- Síndrome de disgenesia testicular

Causas post-testiculares
- Obstrucción de los conductos deferentes
  - Defectos en el gen de la fibrosis quística
- Infección:
  - Epididimitis
  - Prostatitis
- Eyaculación retrógrada
- Hipospadias
- Disfunción eréctil
- Defecto acrosomal / Defecto de penetración al óvulo

Consumo de tabaco
- Según un estudio conducido por la Sociedad Estadounidense de Medicina Reproductiva, el tabaquismo es uno de los factores prominentes que contribuyen al bajo conteo espermático en hombres.

Algunas causas de infertilidad masculina pueden determinarse por el análisis de la eyaculación, la que contiene el esperma. El análisis consiste en el conteo del número de esperma y la medida de su movilidad bajo un microscopio:
- Producción de poco esperma, oligospermia, o de ninguna esperma, azoospermia.
- Una muestra del esperma que es normal en gran número pero demuestra movilidad baja o astenozoospermia.

Consumo de alcohol
El consumo crónico de alcohol ha demostrado tener un efecto en la calidad del semen. En algunos estudios clínicos retrospectivos se ha demostrado la presencia aumentada de criptozoospermia (presencia de muy pocos espermatozoides vivos en el semen) y azoospermia. También se ha observado una correlación inversa entre la ingesta de alcohol y el volumen de semen o la morfología de los espermatozoides.[cita requerida]
Por otro lado, el alcohol tiene un efecto en la regulación epigenética de los espermatozoides (metilación aberrante). La expresión génica diferencial que se propicia con la ingesta de alcohol se traduce en un metabolismo alterado de proteínas involucradas en la maduración de los espermatozoides.[cita requerida]
Si bien es conocido que el alcohol produce genotoxicidad en otros tejidos del organismos, el efecto será el mismo en las células germinales. Se observa una mayor fragmentación del ADN en los espermatozoides de bebedores, teniendo esto un riesgo en la descendencia.
En la mayoría de los casos de infertilidad masculina y baja calidad de esperma no hay causas claras que puedan ser identificadas con los métodos de diagnóstico actuales. Se ha especulado que las mutaciones del cromosoma Y pueden ser un factor importante. En la medida en la que el cromosoma Y pasa de padre a hijo, no está protegido de errores de copias, mientras que otros cromosomas se autocorrigen recombinando la información genética de la madre y el padre. Esto puede dejar la selección natural como principal mecanismo de reparación para el cromosoma Y. Microdeleciones en el cromosoma Y se han encontrado en un porcentaje mucho más elevado en hombres infértiles que en los controles fértiles y la correlación encontrado todavía pueden subir como la mejora de las técnicas de análisis genéticos para el cromosoma Y se desarrollan. (Los kits de prueba para el cromosoma Y con microdeleciones PCR marcadores cubrir sólo una pequeña fracción del cromosoma 23 millones de pares de bases y, por tanto, muy probablemente se pierda aún más mutaciones. El estándar de oro para la prueba de mutación genética, es decir, la secuencia completa del ADN de un paciente del cromosoma Y, es todavía demasiado caro para su uso en investigaciones epidemiológicas o incluso diagnóstico clínico).[cita requerida]

### Infertilidad combinada
En algunos casos, tanto el hombre como la mujer pueden ser infértiles o subfértiles, y la infertilidad en la pareja se presenta como una combinación de estas condiciones. En otros casos, se sospecha que la causa es inmunológica o genética; puede que ambas personas sean independientemente fértiles pero la pareja no puede concebir junta sin asistencia.[cita requerida]

### Infertilidad inexplicable
En alrededor del 15 por ciento de los casos, las investigaciones de infertilidad no muestran anomalías. En estos casos las anormalidades probablemente estén presentes, pero no son detectadas por los métodos actuales. Un posible problema puede ser que el óvulo no es liberado en el momento óptimo para su fertilización, que no entre en la trompa de falopio, que el esperma no pueda alcanzar el óvulo, que la fertilización falle, que el transporte del cigoto sea interrumpido, o que la implantación falle.[cita requerida]
Se reconoce cada vez más que la calidad del óvulo es de importancia crítica y que las mujeres de edad avanzada tienen óvulos con capacidad reducida para la fertilización normal y exitosa.[cita requerida]

### Infertilidad inducida y prevención
En el caso de enfermos de patologías graves (como el cáncer) que son sometidos a tratamientos agresivos para conseguir la remisión de la enfermedad (radioterapia, quimioterapia), un efecto secundario frecuente y no deseado es la pérdida de la capacidad reproductora, debido a la destrucción de los tejidos productores de gametos (espermatozoides u óvulos).
Una preocupación creciente de estos pacientes es la posibilidad de preservar su fertilidad, para mantener su capacidad reproductora después de superada la enfermedad. En el caso masculino, la solución más sencilla es la criopreservación de espermatozoides, una técnica perfectamente desarrollada que permite al paciente mantener la capacidad reproductora, aunque recurriendo a técnicas de reproducción asistida. En el caso femenino, la situación es más compleja, debido a la menor tasa de producción de óvulos por ciclo, a la dificultad de su extracción y a la mayor complicación en las técnicas de criopreservación.[cita requerida]
En las últimas décadas, la incidencia de cáncer ha aumentado, pero paralelamente la tasa de supervivencia ha mejorado mucho: por ejemplo, en los últimos 25 años, la tasa de supervivencia relativa de cinco años para todos los tipos de cáncer ha pasado del 56 al 64 por ciento en pacientes femeninos, por lo que las necesidades de preservación de fertilidad también aumentan. El cáncer de mama es el tumor más frecuente en las mujeres occidentales (representa el 30 por ciento de los tumores y el 20 por ciento de las muertes relacionadas con cáncer), mientras que la enfermedad de Hodgkin (HD) es el tumor sólido más frecuente en adolescentes. Por esta razón, las pacientes de estos dos tipos de cáncer son quizá las que con mayor probabilidad recurren a técnicas de preservación de fertilidad.
Las opciones de preservación de fertilidad para las mujeres son las siguientes:
- criopreservación de embriones: para ello es necesario obtener óvulos de la mujer, fecundarlos mediante fecundación in vitro (FIV) y congelar los embriones para su posterior implantación en el útero de la mujer; en este caso, o bien la mujer dispone de pareja estable o bien se debe recurrir a un donante anónimo, lo cual puede suponer un inconveniente.
- criopreservación de tejido ovárico: extraer y congelar tejido ovárico de la mujer para reimplantarlo después del tratamiento contra el cáncer;[24][25] en este caso las principales complicaciones potenciales son el procedimiento de criopreservación (que no parece ser el factor limitante), y el riesgo de daño isquémico, aunque se están desarrollando con éxito técnicas para disminuir dichas complicaciones.[25]
- supresión ovárica: tratamientos hormonales para proteger el tejido ovárico durante la quimio o radioterapia.
- transposición de ovarios: reposicionamiento de los ovarios mediante cirugía, para alejarlos de la zona de exposición a la radioterapia.
- cirugía ginecológica conservadora: por ejemplo retirada del cérvix mediante cirugía, pero mantenimiento del útero.

Una última técnica que se ha desarrollado es la vitrificación de ovocitos, que puede utilizarse en situaciones clínicas en las que otras opciones no son viables.
La elección entre las diferentes opciones depende de varios parámetros: el tipo y el momento en el que debe comenzar la terapia contra el cáncer, el tipo de cáncer, la edad de la paciente y la situación de pareja de la paciente.[cita requerida]

## Efectos

### Psicológicos
Las consecuencias de la infertilidad son variadas y pueden causar sufrimiento personal. Actualmente, hay numerosos avances en la tecnología reproductiva, como es el caso de la FIV, que pueden llegar a dar esperanza a las parejas que tengan solución y tratamiento disponible. El hecho de tener medicación para la infertilidad ha llevado inconscientemente a la indiferencia por las respuestas emocionales que puede sufrir la pareja. Algunas de estas respuestas pueden ser pérdida de control, estigmatización o angustia.
La infertilidad pueda causar efectos psicológicos. Puede que las parejas cada vez padezcan más ansiedad por intentar concebir, incrementando la disfunción sexual. A menudo, esto llevó a desacuerdos matrimoniales, especialmente cuando están bajo presión por la toma de alguna decisión médica. Las mujeres que intentan concebir a menudo presentan una depresión similar a las mujeres que tienen una enfermedad cardíaca o cáncer. El estrés emocional y las dificultades matrimoniales son mayores en las parejas donde la infertilidad yace en el hombre.

### Social
En muchas culturas, la inhabilidad de concebir es un estigma social. En grupos sociales cerrados, se da cierto rechazo que puede llegar a causar depresión o ansiedad. Algunos responden evitando el asunto directamente. Los varones de clase media son los que suelen evitar este tema.
En los Estados Unidos algunos tratamientos para la infertilidad incluyen pruebas diagnósticas, cirugías y terapia para la depresión.

## Tratamiento
El tratamiento de la infertilidad por lo general comienza con la medicación. También se puede recurrir a técnicas de reproducción asistida, como la inseminación artificial o la fecundación in vitro (FIV). Otras técnicas son por ejemplo la tuboplastia, la incubación asistida y DGP.[cita requerida]
En el caso de la fertilización in vitro, se aplica el tratamiento en diagnósticos donde existe una obstrucción permanente en las trompas de falopio o se han extirpado, endometriosis, así mismo en casos donde la concepción natural tiene bajas probabilidades. La posibilidad del embarazos exitosos con este tratamiento presenta tasas de éxito del 40 por ciento, en el caso de mujeres menores de 35 años. Sólo el 1 por ciento de los casos presentan riesgos que requieren hospitalización.[cita requerida]
En el caso de la infertilidad debida a una enfermedad celíaca sin diagnosticar ni tratar, la adopción de la dieta sin gluten parece mejorar la fertilidad, tanto en las mujeres como en los hombres, y las complicaciones del embarazo, tales como abortos recurrentes, bebés pequeños para la edad gestacional (PEG), la restricción del crecimiento intrauterino (RCIU), los partos prematuros y bebés con bajo peso al nacer.
Todavía en fase de experimentación, es la terapia con células madre (stem cell fertility treatment, SCFT).
Sin embargo, el trasplante de células madre espermáticas (SSC) en los túbulos seminíferos permitiría en teoría, restaurar la espermatogénesis del paciente, permitiendo la concepción natural (coito).
Como desventaja, para este tratamiento es necesario criopreservar una biopsia testicular antes del tratamiento gonadotóxico, para posteriormente proliferar las SSC in vitro. Finalmente se realiza un trasplante autólogo, una vez el paciente se ha recuperado. No está claro, sin embargo, si la espermatogénesis ocurriría a partir de SSC o de espermatogonias del tejido (son indistinguibles morfológicamente).

La eficiencia del trasplante de SSC se asocia con el número de células madre que se inyectan y sabemos que el número de SSC de los testículos es muy limitada. Por ello, propagar (proliferar) las SSC antes del trasplante es esencial para obtener resultados positivos. A pesar de los buenos resultados obtenidos en fase pre-clínica, la terapia con SSC no ha saltado aún a la consulta, aunque ya es posible criopreservar biopsias testiculares en algunos centros.

## Ética
Cada país tiene un comité ético que se encarga de resolver los diferentes problemas que surgen tanto a nivel clínico como a nivel social.
- Hay parejas que no pueden permitirse el tratamiento debido a su alto coste.[36]
- Hay debate sobre si las compañías de seguro deben cubrir el tratamiento.[37]
- El estado legal de los embriones fecundados in vitro y noson transferidos in vivo.
- Oposición provida para la destrucción de los embriones que no se transfieran in vivo.[38][39]
- El IVF y otros tratamiento de infertilidad han acabado dando un aumento en múltiples embarazos,[40] provocando un análisis ético sobre el enlace que puede haber entre los embarazos múltiples, el nacimiento prematuro y los problemas de salud en la madre.
- Las opiniones de los líderes religiosos sobre estos tratamientos. Por ejemplo, la Iglesia Católica considera que la fecundación tiene que ser dada in vivo y no in vitro,[41] pues afirman que debe de ser fruto del amor entre los dos esposos y no un proceso artificial.[42] Además, que durante el proceso se congela un diferente número de embriones de forma indefinida y no lo consideran ético. Abogan por el tratamiento etiológico que dé la infertilidad, y cuando no se consigue solucionar por la adopción.
- El derecho de los bebes nacidos mediante fecundación artificial en donación de espermatozoides y/o óvulos de conocer quiénes son sus progenitores.